# Aiklep jezik
Aiklep jezik (agerlep, eklep, kaul, moewehafen; ISO 639-3: mwg), austronezijski jezik uže skupine ngero-vitiaz, kojim govori 3 700 ljudi (1991 SIL) u Papua novogvinejskoj provinciji West New Britain (otok Nova Britanija), u selima Ais, Asailo, Yumielo i Analo na otoku Aviklo.
Jedan je od 4 zapadnoarawskih jezika kojima još pripadaju apalik [apo], gimi [gip] i solong [aaw]

## Vanjske poveznice
- Ethnologue (14th)
- Ethnologue (15th)